# Nicolò Malermi

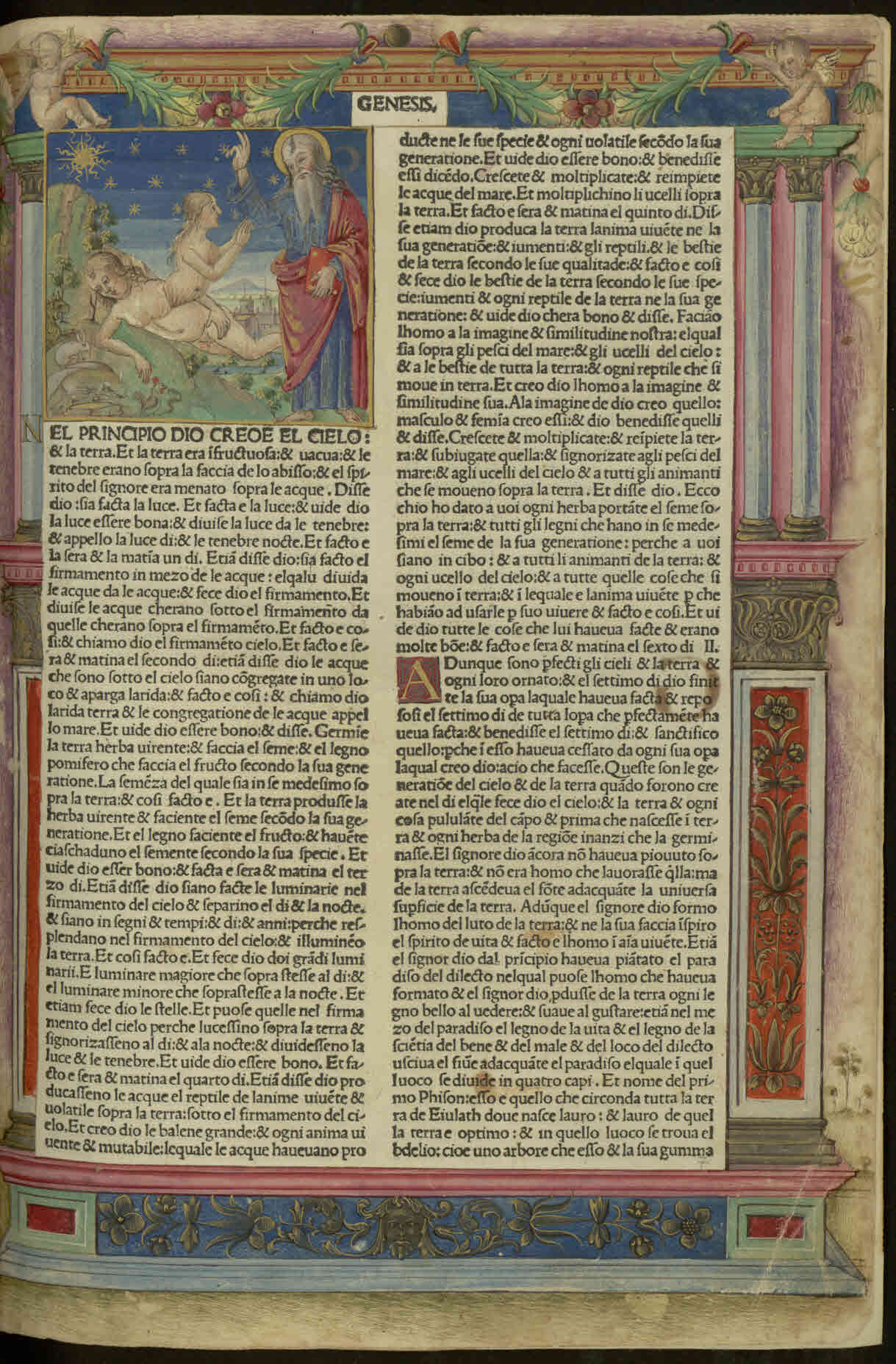
Incipit miniato della Genesi in un incunabolo della Bibbia del Malermi (Venezia, Giovanni Rosso, 31 ottobre 1487)

Nicolò Malermi, o Malerbi (1420 circa – 1482 circa), è stato un biblista e monaco cristiano italiano, afferente all'Ordine camaldolese, autore della prima traduzione italiana a stampa della Bibbia, la cosiddetta Bibbia Malermi (1471).

## Biografia
Nicolò Malermi, «veneto» (probabilmente veneziano), figlio di Filippo, entrò a far parte dell'Ordine camaldolese quand'era ormai avanti negli anni, intorno al 1470; l'anno dopo lo si trova nel monastero di San Mattia presso Murano. Nel 1477 fu nominato abate nel monastero camaldolese di San Michele di Leme, situato vicino a Parenzo, in Istria. L'anno successivo divenne il superiore a San Mattia a Murano.
L'opera più importante di Malermi è la traduzione completa della Bibbia, la prima traduzione a stampa in italiano, compiuta sulla base del testo latino della Vulgata e pubblicata a Venezia dal tipografo Vindelino da Spira il 1º agosto 1471 in due volumi in-folio. Malermi fece largo uso di precedenti traduzioni del XIV secolo che adattò dal punto di vista stilistico, anche se spesso a scapito della qualità letteraria dell'opera. Il suo volgarizzamento godette di grande successo e, avendo papa Paolo IV proibito nel 1559 ogni nuova traduzione in lingua volgare, rimase per due secoli l'unica edizione cattolica autorizzata della Bibbia italiana, fino alla pubblicazione alla fine del Settecento della Bibbia dell'arcivescovo di Firenze Antonio Martini.
Tradusse anche la Legenda Aurea di Jacopo da Varazze, stampata a Venezia da Nicolas Jenson dopo il 1º luglio 1475. Il volgarizzamento, o meglio il rifacimento, fu il frutto di un lavoro congiunto, cui deve aver partecipato la comunità monastica di San Mattia; alcune biografie furono opera dello stesso Malermi, altre furono composte in collaborazione con un Gerolamo fiorentino (forse Girolamo Squarciafico), che intervenne anche nelle edizioni della Bibbia del Malermi del 1471 e 1477.
Scrisse inoltre una Cronaca inedita (oggi perduta) del monastero di Murano.
Morì prima dell'estate 1482. Un suo ritratto a olio su tela del XVIII secolo è visibile alla Biblioteca Classense di Ravenna e mostra Malermi con addosso la mozzetta bianca tipica dei Camaldolesi.